# Horn, Rutland
Horn var en civil parish fram till 2016 när den uppgick i civil parish Exton and Horn i Storbritannien. Den ligger i grevskapet Rutland och riksdelen England, i den sydöstra delen av landet, 140 km norr om huvudstaden London. Civil parish hade 9 invånare år 2001. Byn nämndes i Domedagsboken (Domesday Book) år 1086, och kallades då Horne.